# Sterculia pierrei
Sterculia pierrei är en malvaväxtart som beskrevs av François Gagnepain. Sterculia pierrei ingår i släktet Sterculia och familjen malvaväxter. Inga underarter finns listade i Catalogue of Life.